# Кіт, що проходив крізь стіни
«Кіт, що проходив крізь стіни» (англ. The Cat Who Walks Through Walls) — науково-фантастичний роман Роберта Енсона Гайнлайна 1985 року. Належить до підциклу «Світ як міф».

## Сюжет
Головний герой — письменник, полковник у відставці Колін Кемпбел, який користується низкою імен, включаючи літературний криптонім «Річард Еймс». Він після втрати ноги живе у космічному поселенні «Золоте Правило», що обертається навколо Місяця. На початку сюжету, до нього підійшов незнайомець, який одразу був кимось вбитий, після чого деякі незрозумілі сили почали полювання на Кемпбела. Адміністрація станції починає допомагати переслідувачам. Гвендолін Новак — дама, за якою Колін упадав, і в якої виявилися широкі зв'язки в різних колах, допомагає йому втекти до Місяця разом з вазоном карликового клена та злочинцем-невдахою Білом.
По дорозі в орендованого космічного шатла відмовляє бортовий комп'ютер і тільки майстерність та злагоджена робота Коліна та Гвен дозволяють уникнути аварії. При пересуванні рейсовим транспортом між поселеннями на поверхні Місяця, на них зненацька нападають пірати, і знову Гвен вдається врятувати Коліна.
На Місяці вони виявляють ознаки тоталітарного устрою, що стежить за всіма жителями. Гвен розповідає, що брала участь у революції столітньої давності, описаній в «Місяць — суворий господар».
Колін та Гвен перестають допомагати Білу, оскільки той не докладає власні зусилля і різко проти місцевого «дарзанебу». Таємні переслідувачі зуміли повісити на Коліна декілька вбивств на «Золотому Правилі» і тепер за нього призначена велика нагорода. Білл наводить переслідувачів і йому вдається поранити Коліна.
Коліна, Гвен та нових знайомих, що їм співчувають, рятує космічний корабель Корпусу Часу «Ая-пустунка» (з попереднього роману «Число звіра»). Корпус Часу — організація, очолювана Лазарусом Лонгом, яка намагається підтримувати порядок у всіх часах та всесвітах.
Під час 30-денного відновлення, коли Коліну приживили нову ногу, інші врятовані встигають стати працівниками Корпусу і пройти кількарічну підготовку в паралельному часі.
Корпус планує для Коліна з командою повернення на Місяць у час революції, де потрібно врятувати особистість комп'ютера Майка, який цю революцію спланував. Колін відкидає шантаж Лазаруса, щодо вступу в Корпус, але погоджується допомогти Гвен.
Корпусу Часу потрібен Майк, для глибокого передбачення наслідків запланованих втручань у багатьох всесвітах. А ще корпусу протистоять 2 невідомі суперницькі організації, які теж проводять зміни.
Фінал роману відкритий — хоча операція порятунку проводиться блискавично, конкурентам вдається тяжко поранити Гвен і відстрелити ногу Коліну; Майка все ж вдається переправити в паралельну реальність Лазаруса Лонга. Колін, що помирає,  надиктовує свою історію на диктофон.
Наприкінці розкривається, що Лазарус Лонг — біологічний батько Коліна, а справжнє ім'я Гвен — Хейзел Стоун (героїня творів «Місяць — суворий господар», «Космічна сім'я Стоунів»).

## Назва
Назва відсилає до кошеняти Пікселя, яке має властивість опинятися поряд з оповідачем (кіт Шредінгера), в якому б часі та всесвіті він не знаходився. Один раз Піксель фактично проходить через стіну, це пояснюється тим, що він занадто молодий, щоб знати, що така поведінка неможлива.